# Comentiolus (frère de Phocas)
Pour l’article homonyme, voir Comentiolus.
Comentiolus ou Komentiolos (en grec : Κομεντίολος, mort en 610-611) est le frère de l'empereur byzantin Phocas. Rien n'est connu à propos des premières années de sa vie si ce n'est qu'il est le fils de Domentzia et qu'il est aussi le frère du futur magister officiorum Domentziolus. Il est élevé par Phocas au rang de patrice et obtient le poste de magister militum. Il est chargé de la protection de la frontière orientale de l'empire contre les Sassanides au moment du renversement de Phocas par Héraclius en 610.
Comentiolus refuse alors de reconnaître la légitimité du nouvel empereur et dirige ses troupes vers leur quartier d'hiver à Ancyre. Il décide de mener une attaque contre Constantinople pour venger la mort de ses frères Phocas et Domentziolus. Dans le même temps, Héraclius accorde son pardon au fils de Domentziolus et envoie le respecté général Philippicus comme émissaire. Comentiolus emprisonne Philippicus et menace de l'exécuter. Toutefois, il est lui-même assassiné par le patrice Justin à la fin de l'année 610 ou en 611. Sa mort entraîne la fin de la rébellion qu'il menait contre le pouvoir encore fragile d'Héraclius,.

## Sources
- (en) Walter Emil Kaegi, Byzantine Military Unrest, 471-843 : An Interpretation, Amsterdam, Adolf M. Hakkert, 1981, 373 p. (ISBN 90-256-0902-3).
- (en) John Robert Martindale, Arnold Hugh Martin Jones et J. Morris, The Prosopography of the Later Roman Empire, vol. II : 527-641, Cambridge, Cambridge University Press, 1992, 1626 p. (ISBN 978-0-521-20160-5, lire en ligne)